# Arden (Dania)
Arden – miasto w Danii, w regionie Jutlandia Północna, w gminie Mariagerfjord.